# Jüdischer Friedhof Berlin-Köpenick

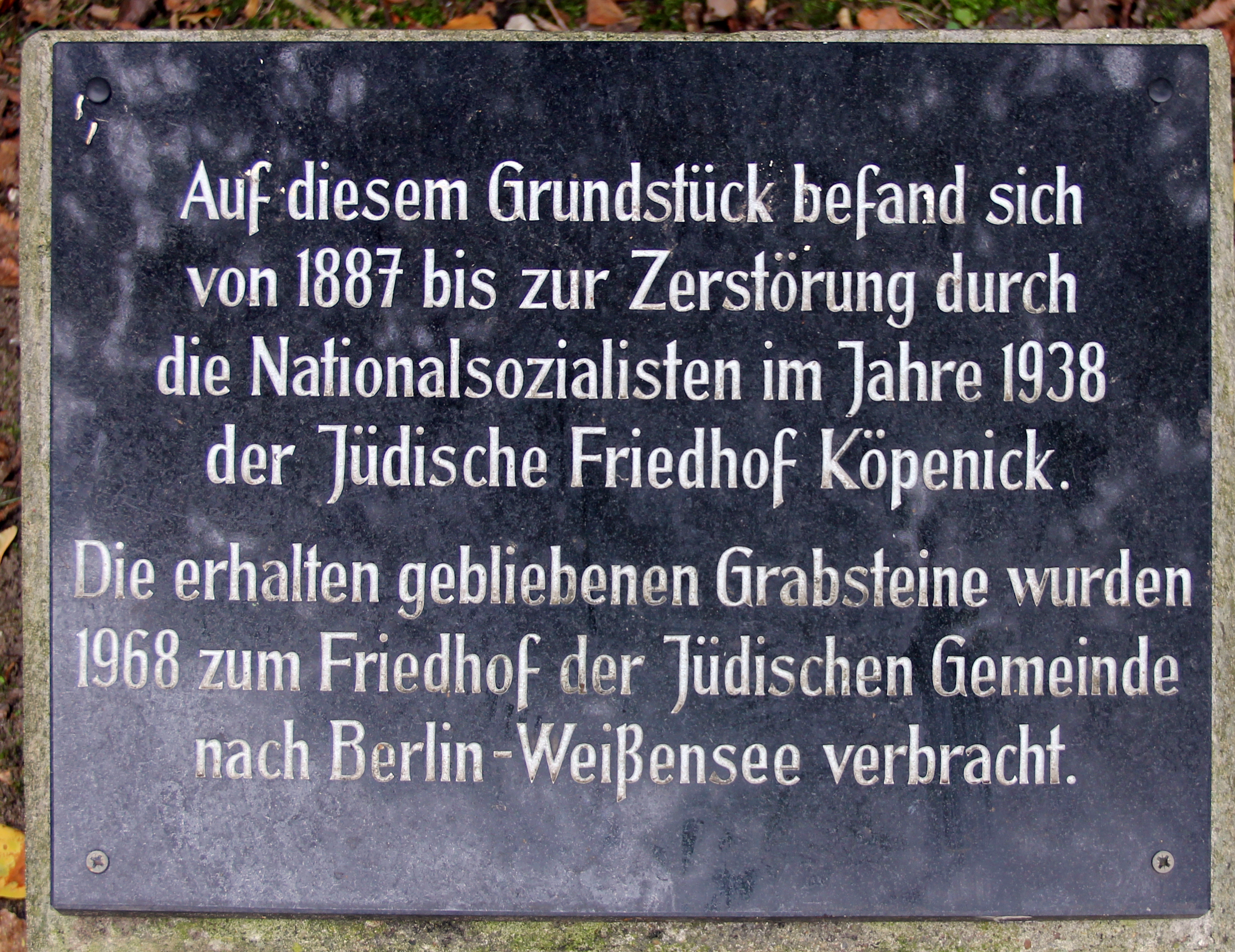
Gedenktafel auf dem ehemaligen jüdischen Friedhof in Berlin-Köpenick, Gehsener Str. 78 (2013)

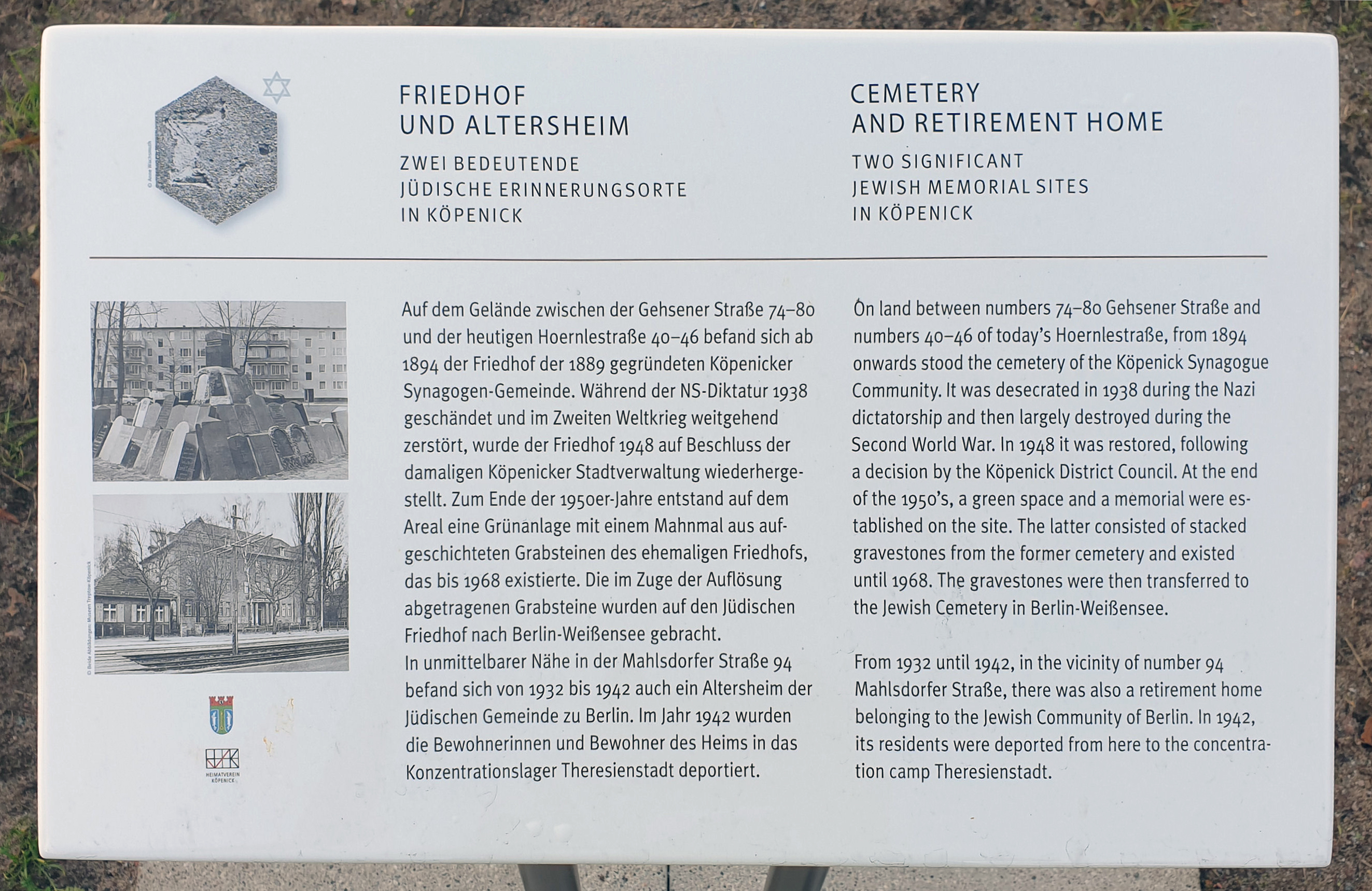
Gedenktafel in Berlin-Köpenick

Der jüdische Friedhof Berlin-Köpenick der jüdischen Gemeinde Köpenick existierte bis zum Jahr 1938 in Dammvorstadt, Gehsener Straße 78. Das bis heute als Grünanlage mit Gedenktafel erhaltene Friedhofsgrundstück wurde 1894 von der "Synagogen-Gemeinde Cöpenick" erworben. Zur Gründung des Friedhofes liegen keine Quellen vor. Der älteste Grabstein wies das Sterbedatum 4. Dezember 1887 aus. Der jüngste Grabstein stammt aus dem Jahr 1937. Der während der NS-Zeit geschändete und durch den Krieg zerstörte Friedhof wurde 1948 wiederhergestellt und die erhaltenen umgestürzten Grabsteine wieder aufgestellt. Die notdürftig ausgeführten Arbeiten wurden 1949 abgeschlossen. In den Folgejahren verwahrloste der Friedhof. Ende der 1950er-Jahre wurde der Friedhof zu einer Grünanlage umgestaltet. Aus den verbliebenen Grabsteinen wurde ein pyramidenförmiges Mahnmal geschaffen, das 1968 abgetragen wurde. Die Grabsteine wurden dann zum Jüdischen Friedhof in Berlin-Weißensee verbracht und dort aufgestellt. Seit 27. Januar 2004 erinnert eine Gedenktafel an den Friedhof. Im Juni 2024 wurde diese Gedenktafel durch das Bezirksamt Treptow-Köpenick entfernt. Im November 2024 wird sie unweit des bisherigen Standortes neu aufgestellt.
Text der Gedenktafel:
Auf diesem Grundstück befand sich von 1887 bis zur Zerstörung durch die Nationalsozialisten im Jahre 1938 der Jüdische Friedhof Köpenick.
Die erhalten gebliebenen Grabsteine wurden 1968 zum Friedhof der Jüdischen Gemeinde nach Berlin-Weißensee verbracht.